# Церква святої Параскеви (Болехів)
Церква святої Параскеви (Болехів) - чинна церква УГКЦ в в місті Болехів Івано-Франківської області.

## Історія
Перша церква Святої Параскеви у Болехові була дерев'яною. Побудували її у 1899 році. Теперішній храм набув свого вигляду вже у 1939 році. Ініціатором будівництва церкви став о. Володимир Сухий. Збудована у традиційному українсько-візантійському стилі. Після Другої світової війни храм закрили. Натомість його приміщення переобладнали під склад, а у 1964 році з колишньої церкви зробили музей атеїзму. Проте у 1989 році за сприяння о. Ярослава Лесіва церква Святої Параскеви відчинила двері перед своїми вірянами.Пам’ятка архітектури місцевого значення. Охоронний № 446 М. 
На головному фасаді церкви встановлена меморіальна дошка отцю-декану В. Сухому (2007). Біля церкви – могила отця-декана Я. Лесіва (1991).  

## Опис
Споруда, іконостас і поліхромія храму виконані  в традиційному українсько-візантійському стилі. Над центральною частиною храму - восьмигранна вежа з вікнами-вітражами і банею у вигляді дзвона. 

## Галерея

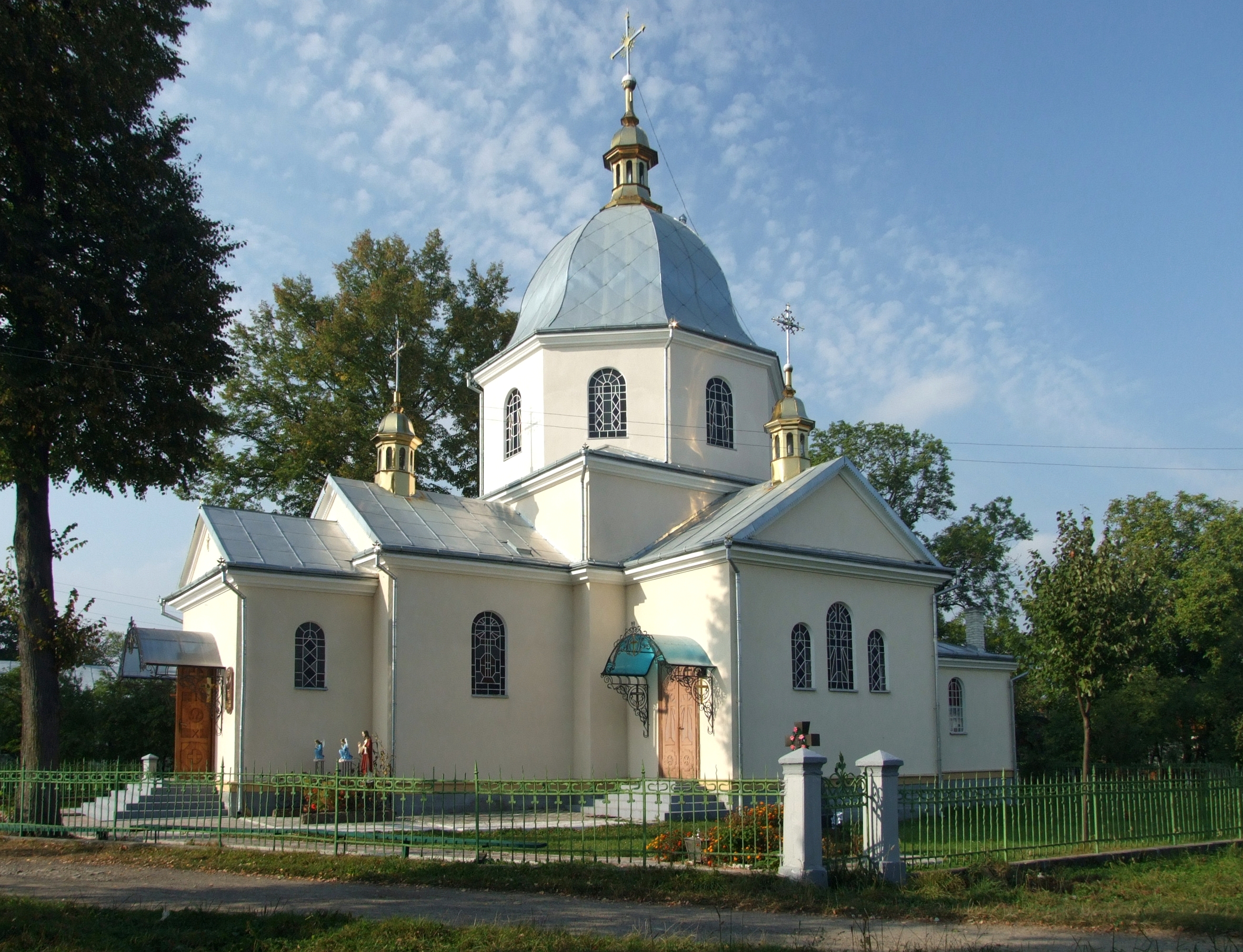
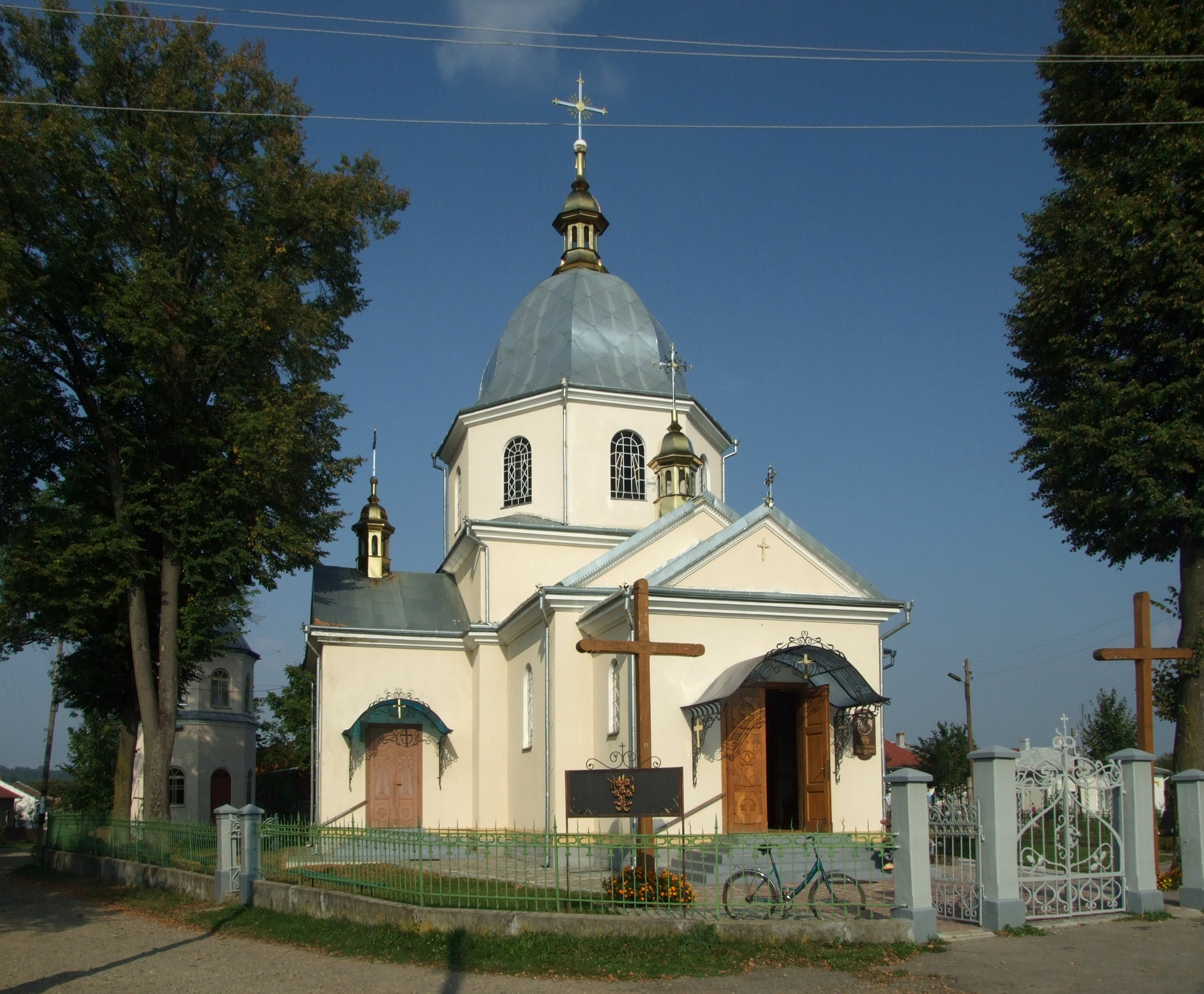
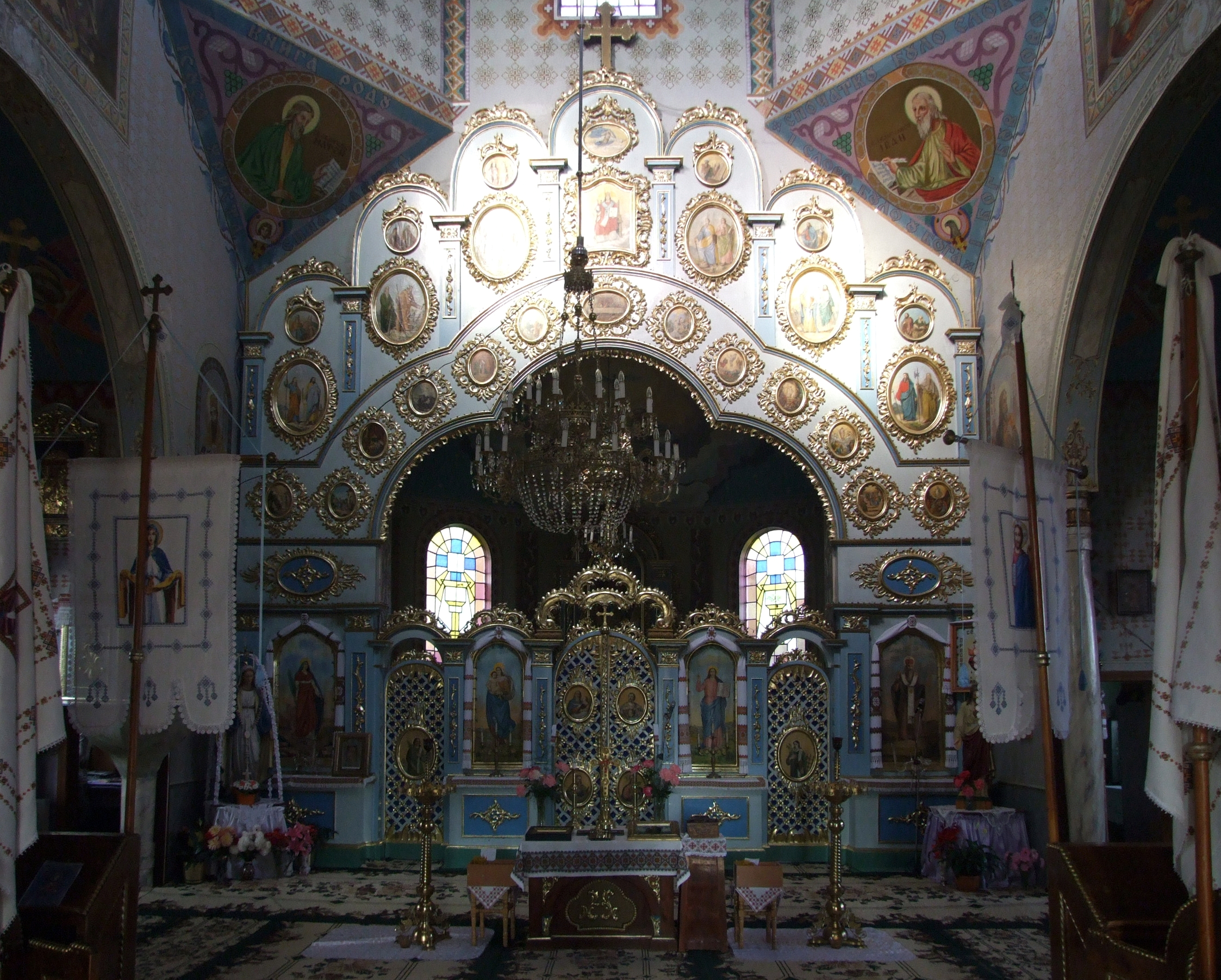